# Tragopogon
Morgenster (Tragopogon) is een plantengeslacht uit de composietenfamilie (Compositae oftewel Asteraceae). Dit plantengeslacht omvat tweejarige en overblijvende kruiden. Deze hebben een stevige penwortel en melksap, de bladeren zijn lang en smal, de bloemen zijn meestal geel. Net als bij de paardenbloem groeien de zaden in een pluizenbol, zodat de wind de zaden kan verspreiden. Ze worden soms als schorseneren gegeten. In het eerste jaar vormt de plant een bladrozet.
Dit geslacht komt van nature voor in Europa en Azië, maar verschillende soorten hebben zich na introductie fel verspreid in Noord-Amerika en Azië.

## (Onder)soorten
- Bleke morgenster (Tragopogon dubius)
- Paarse morgenster (Tragopogon porrifolius), ook wel bekend als haverwortel
- Tragopogon pratensis
  - gele morgenster (Tragopogon pratensis subsp. pratensis)
  - oosterse morgenster (Tragopogon pratensis subsp. orientalis)

## Soortvorming
In dit plantengeslacht werd soortvorming waargenomen zoals beschreven door Charles Darwin in On the Origin of Species. 

## Externe links

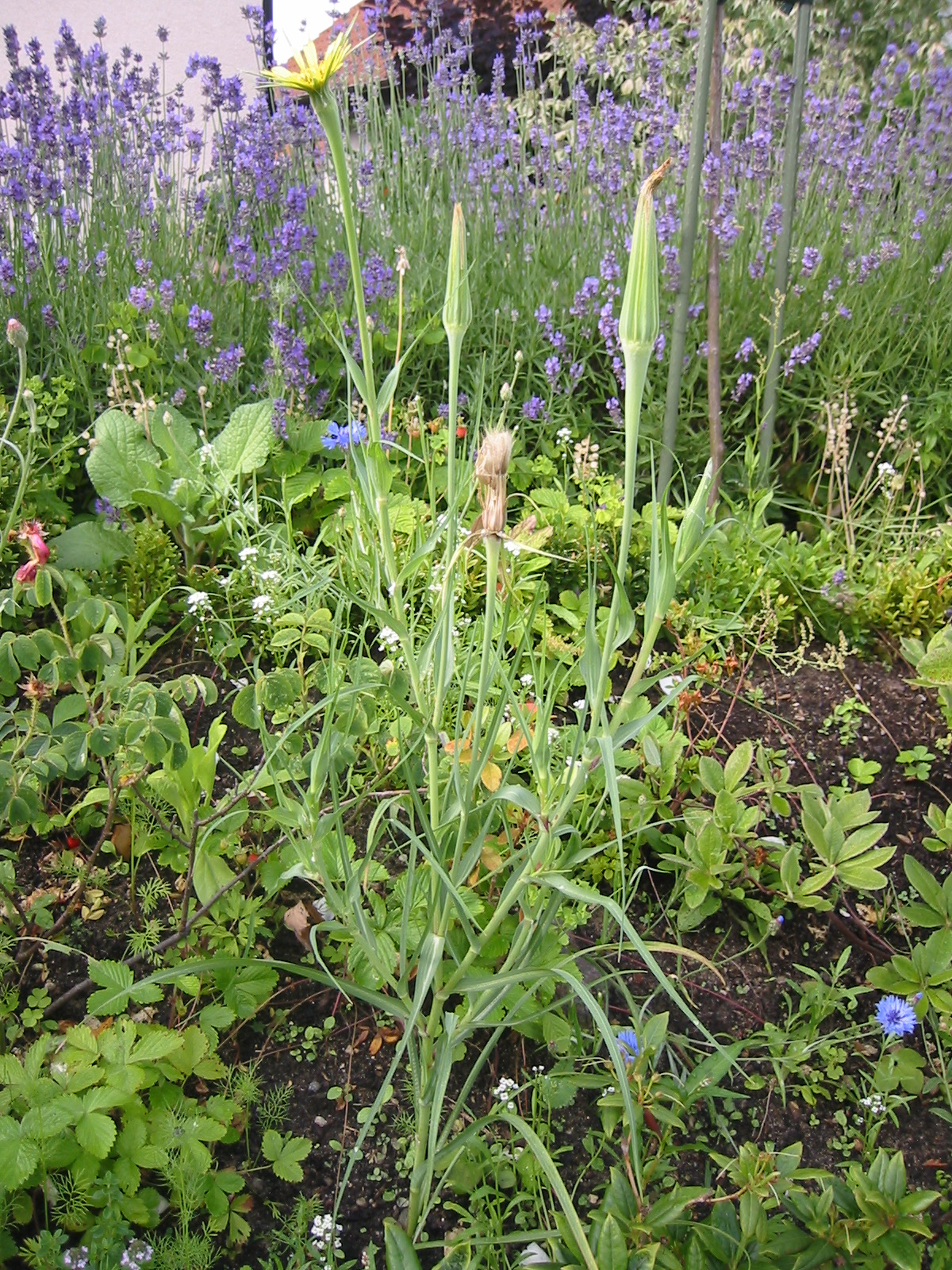
Bleke morgenster
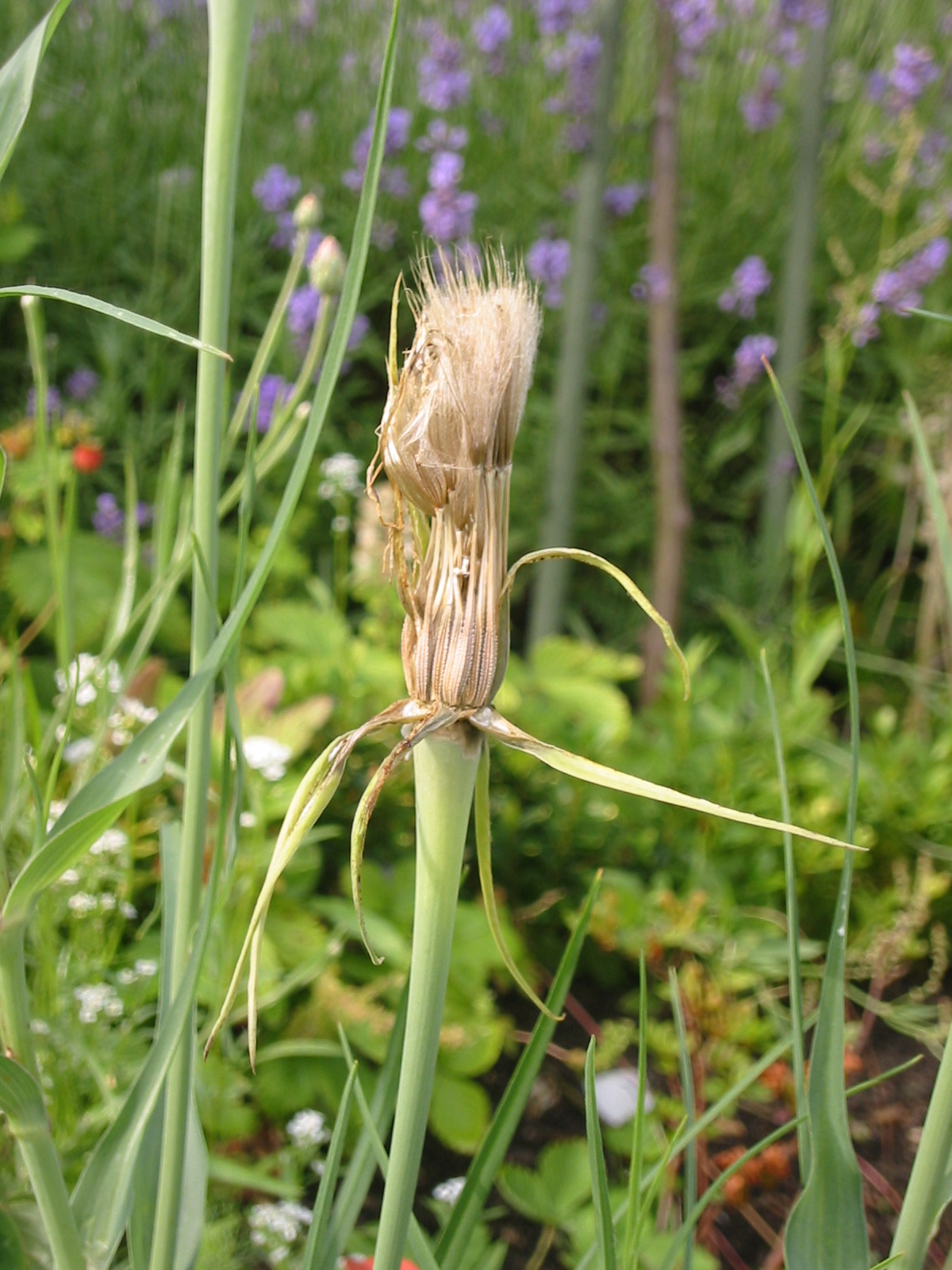
vruchtpluis